# ستيفن نولان
ستيفن نولان (بالإنجليزية: Stephen Nolan) هو مقدم تلفزيوني بريطاني، ولد في 20 أغسطس 1973 في بلفاست في المملكة المتحدة.

## وصلات خارجية
- ستيفن نولان على موقع IMDb (الإنجليزية)
- ستيفن نولان على موقع ميوزك برينز (الإنجليزية)